# Vie privée (2025)
Vie privée (dt.: „Privatsphäre“, internationaler Titel: A Private Life) ist ein französischer Spielfilm von Rebecca Zlotowski aus dem Jahr 2025. Die Tragikomödie handelt von einer Psychiaterin, die nach dem mutmaßlichen Mord an einer ihrer Patientinnen selbstständig zu ermitteln beginnt. Die Hauptrolle übernahm Jodie Foster. Für die US-amerikanische Schauspielerin ist es der erste Auftritt im französischsprachigen Kino seit über 20 Jahren. Das Werk wurde im Mai 2025 beim Filmfestival von Cannes uraufgeführt.

## Handlung
Lilian Steiner arbeitet als Psychiaterin und ist anerkannt in ihrem Beruf. Als eines Tages eine ihrer Patientinnen verstirbt, ist sie beunruhigt. Lilian ist überzeugt davon, dass es sich dabei um einen Mord handelt. Daraufhin beginnt sie auf eigene Faust zu ermitteln.

## Entstehungsgeschichte

### Drehbuch und Schauspielbesetzung
Vie privée ist der sechste Spielfilm der französischen Regisseurin Rebecca Zlotowski. Das Originaldrehbuch stammt von Anne Berest und Zlotowski in Zusammenarbeit mit Gaëlle Macé. Macé hatte bereits an Zlotowskis Film Grand Central (2013) am Skript mitgearbeitet. Es ist das erste Werk mit „detektivischen Untertönen“, das die Regisseurin inszeniert. Zuvor hatte sie sich Dramen und Liebesfilmen gewidmet, darunter zuletzt das preisgekrönte Werk Les enfants des autres (2022) mit Virginie Efira in der Hauptrolle, das auch beim Publikum ein Erfolg war. Der französische Verleih kategorisierte das Werk als Tragikomödie und Kriminalfilm ein.
Für die Hauptrolle der ermittelnden Therapeutin Lilian Steiner wurde Jodie Foster verpflichtet. Die US-amerikanische Schauspielerin, die fließend Französisch spricht, war bereits zuvor im französischen Kino zu sehen gewesen. So trat Foster in dem Jugendfilm Fetzig, frei und endlich high (1977) von Eric Le Hung neben Jean Yanne und Bernard Giraudeau auf. Weitere französische Filmrollen folgten mit Claude Chabrols Das Blut der Anderen (1984) und Mathilde – Eine große Liebe (2004) von Jean-Pierre Jeunet. Zuletzt war Foster Anfang 2025 für ihre Darstellung einer ermittelnden Polizistin in der US-amerikanischen Krimiserie True Detective: Night Country mit dem Golden Globe Award preisgekrönt worden. Sie hatte in der Vergangenheit bei Besuchen in Frankreich mehrfach öffentlich den Wunsch geäußert, wieder in einem französischen Film mitzuspielen.
Zlotkowski griff erneut auf Virginie Efira für eine der Rollen zurück. Zum weiteren Schauspielensemble gehörten die im französischen Kino bekannten Darsteller Daniel Auteuil, Mathieu Amalric, Vincent Lacoste, Luàna Bajrami, Sophie Guillemin, Aurore Clément und Irène Jacob. Wir bereits im vorangegangenen Film der Regisseurin übernahm der bekannte US-amerikanische Dokumentarfilmer Frederick Wiseman eine Nebenrolle.

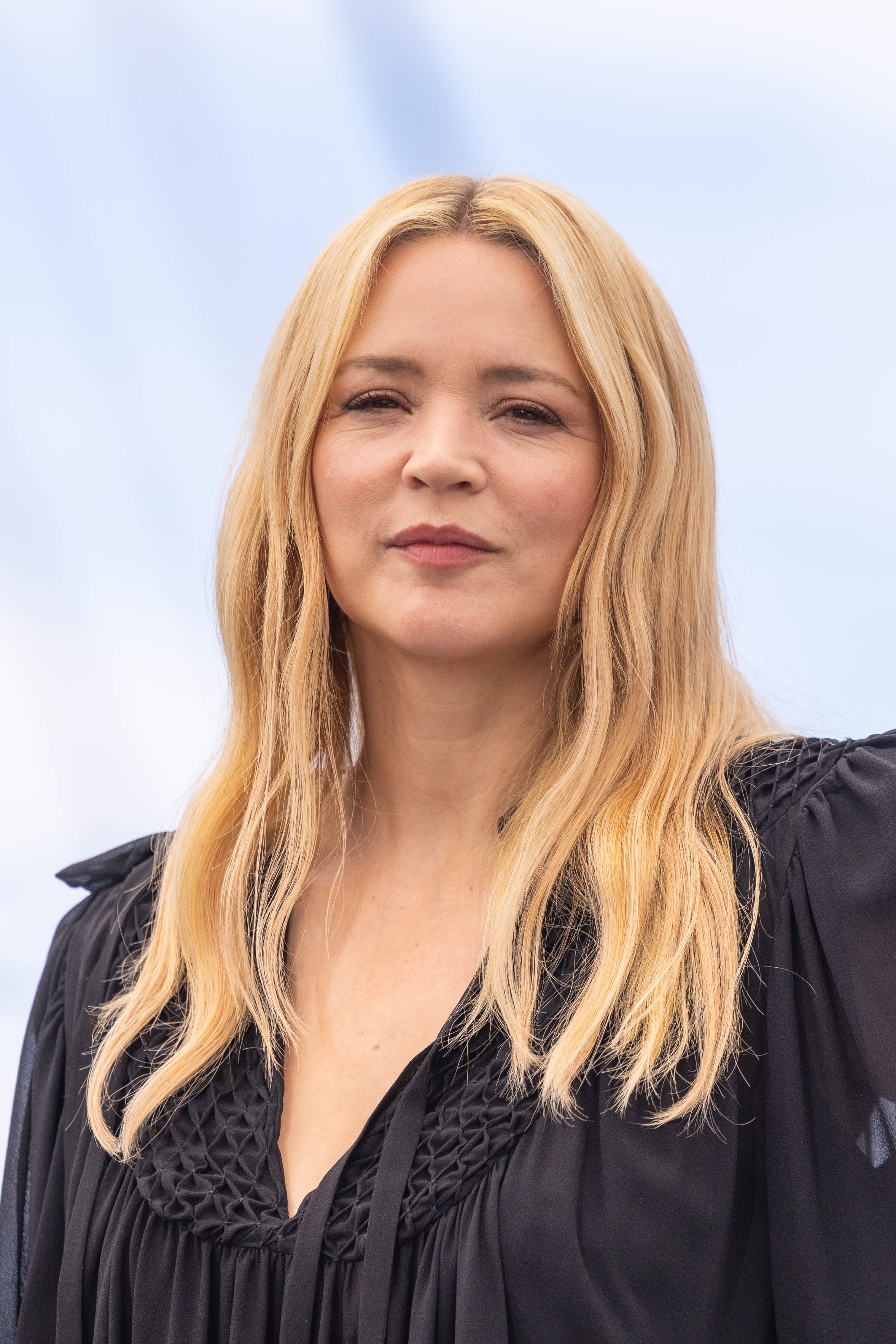
Virginie Efira (2025)
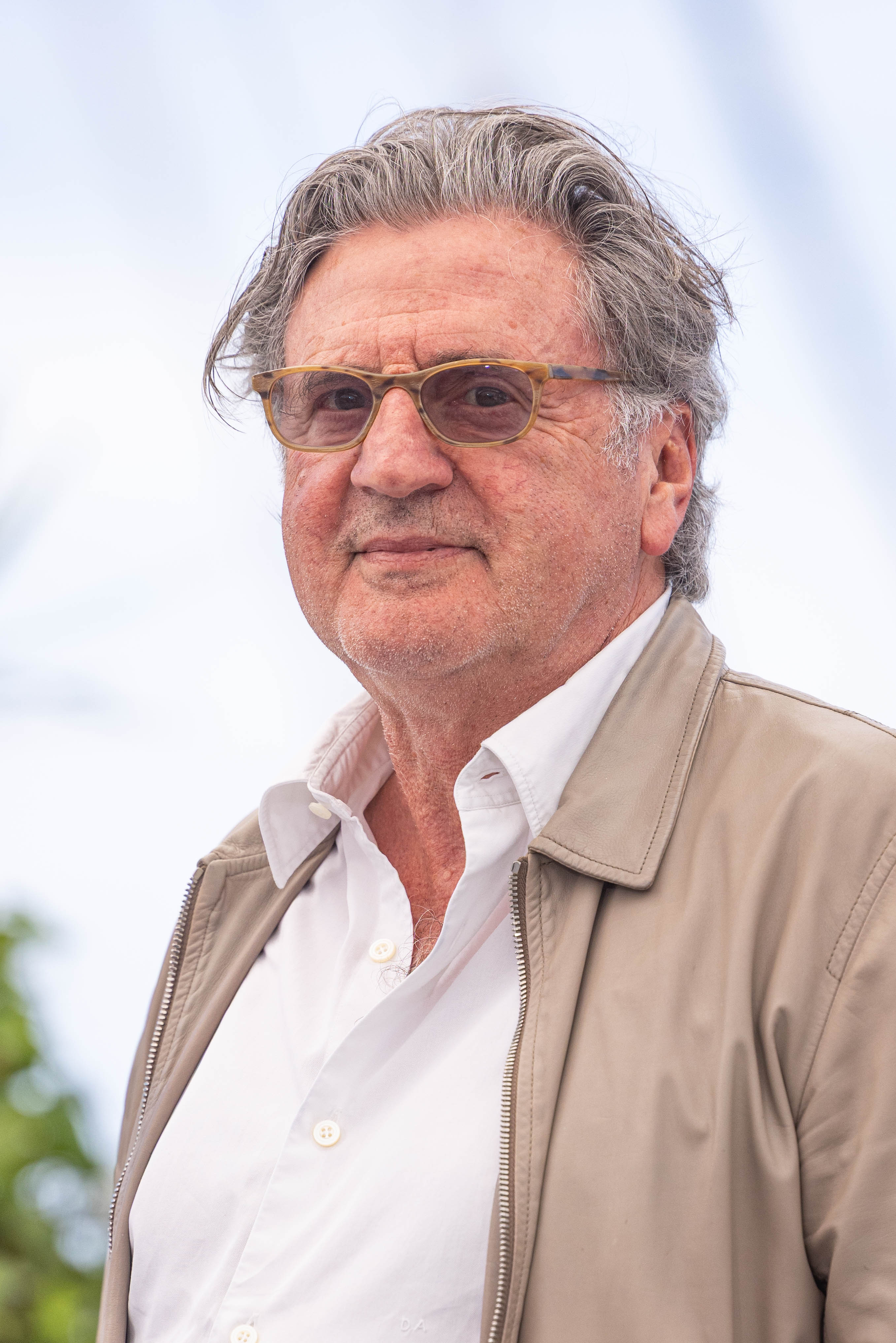
Daniel Auteuil (2025)
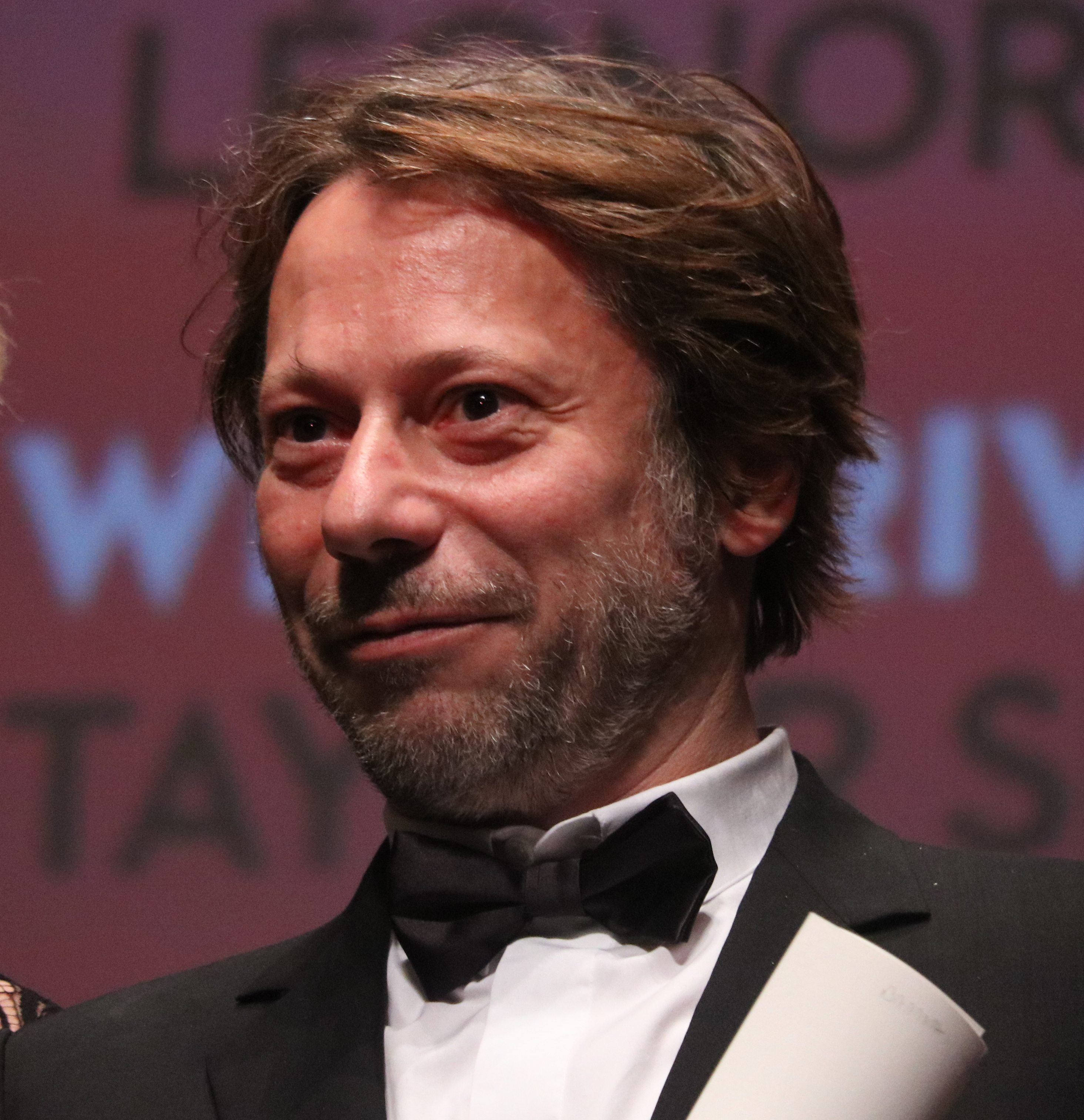
Mathieu Amalric (2017)
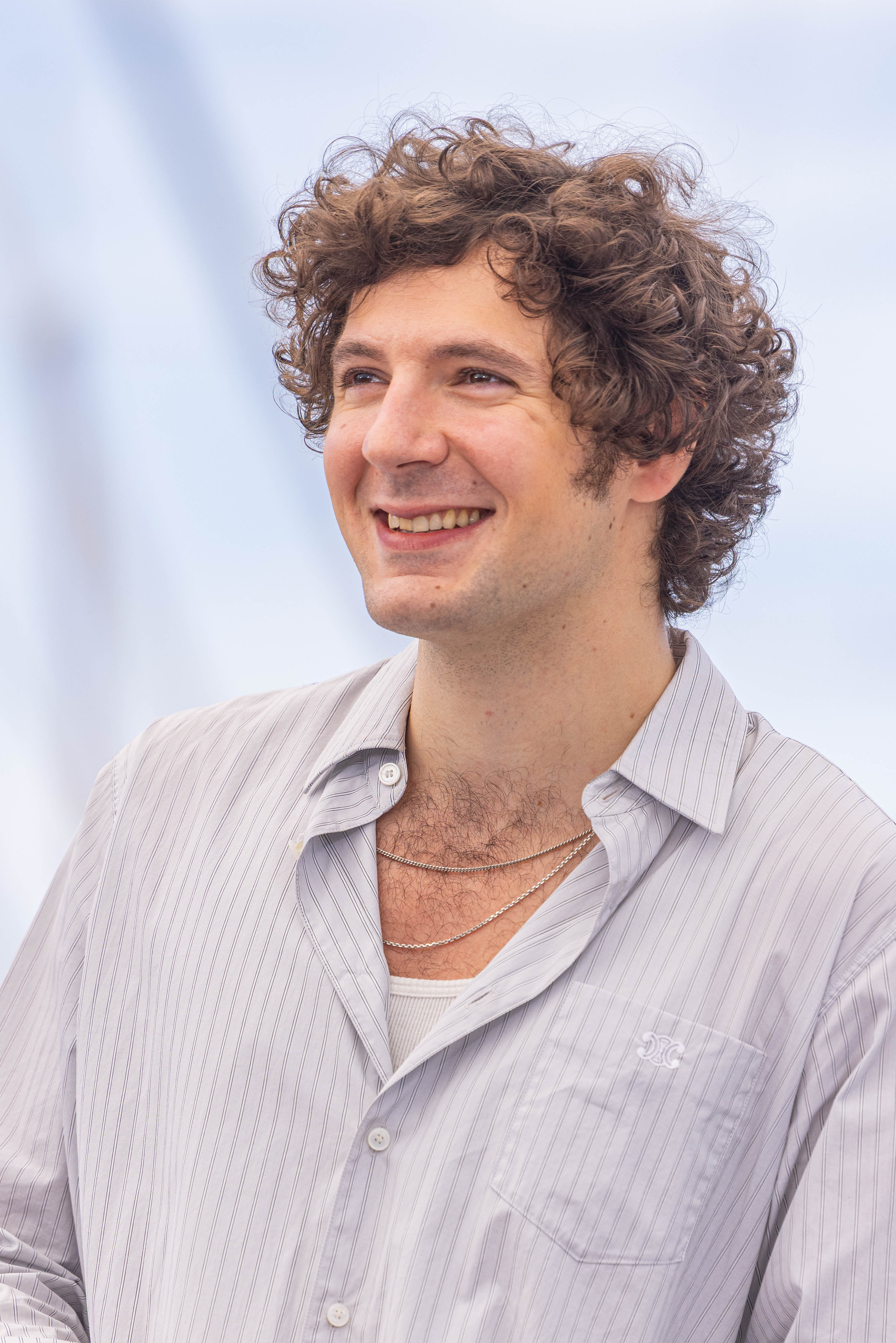
Vincent Lacoste (2025)
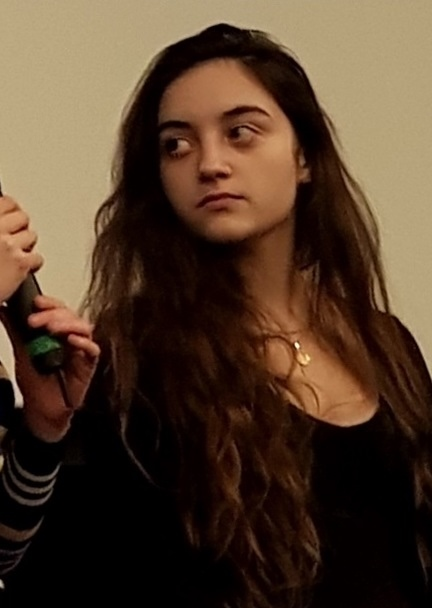
Luàna Bajrami (2018)

### Dreharbeiten und Produktion
Die Dreharbeiten zu Vie privée begannen Ende September 2024. Als Drehorte wurden Paris und die Normandie genutzt. Verantwortlicher Kameramann war George Lechaptois, ein langjähriger Wegbegleiter von Zlotowski, der sie bei allen bisher inszenierten Filmen sowie der Serie Les sauvages (2019) unterstützt hatte. Drehschluss war Ende November 2024. Weiterhin mit dem Projekt betraut waren der Musiker Rob und die Editorin Géraldine Mangenot, mit denen die Regisseurin bereits zuvor zusammengearbeitet hatte.
Als Produzent war Frédéric Jouve für Les Films Velvet an dem Projekt beteiligt, der die gleiche Aufgabe auch bei allen vorherigen Filmen Zlotowskis übernommen hat. Als Koproduzent tritt France 3 Cinéma in Erscheinung. Canal+ sicherte sich vorab die Rechte an dem Film. Um Verwertung für den internationalen Markt kümmert sich das Unternehmen Goodfellas.

## Veröffentlichung
Die Weltpremiere von Vie privée fand am 20. Mai 2025 im Hauptwettbewerb des 78. Filmfestivals von Cannes statt. Dort wurde das Werk außer Konkurrenz gezeigt.
Ein regulärer Kinostart ist in Frankreich am 26. November 2025 durch den Verleih Ad Vitam geplant.